# La Merced (Cusco)

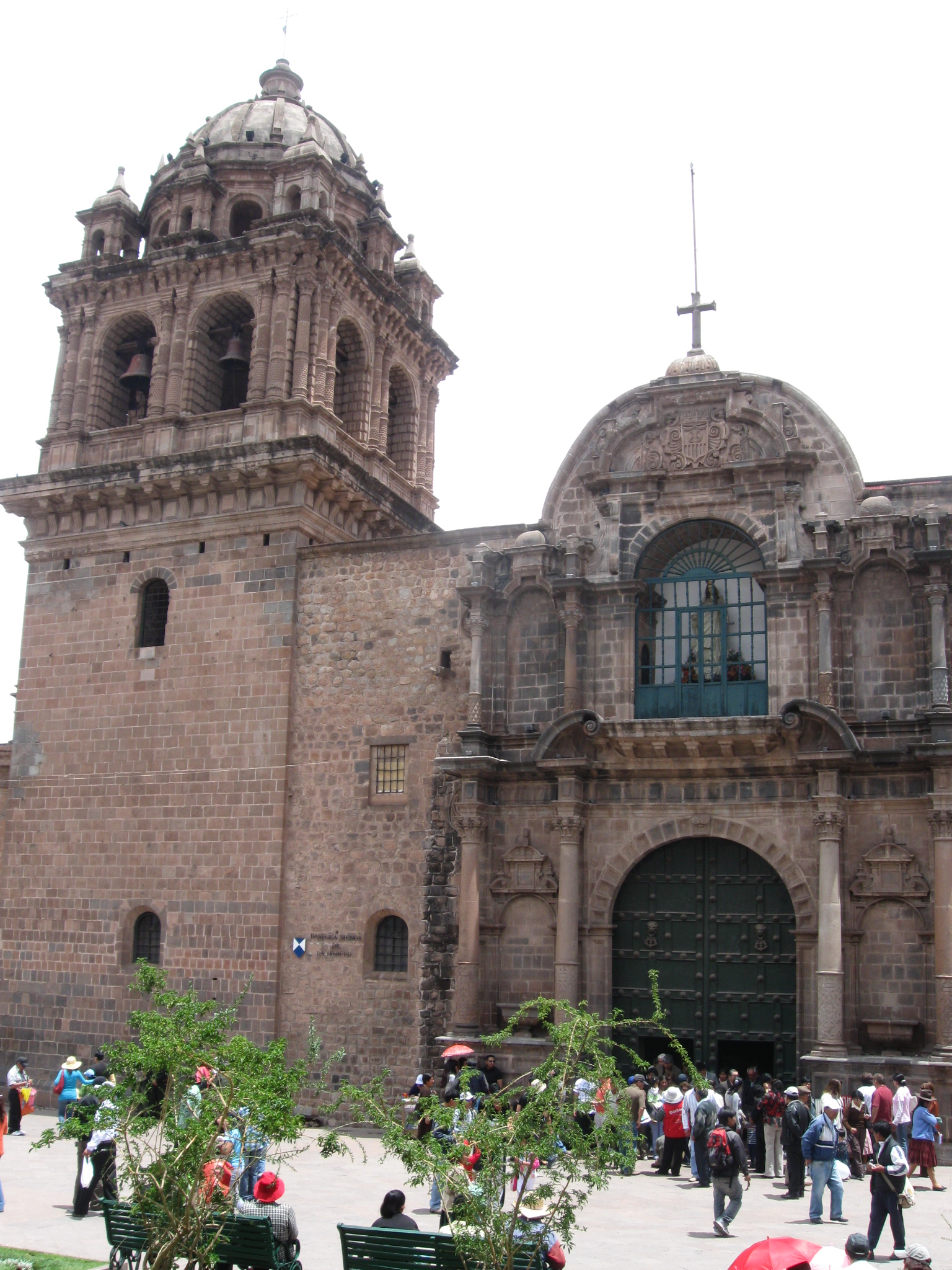
Teilansicht von Kirche und Konvent

Das Kloster La Merced in Cusco (Peru) ist im Jahr 1539 von Fray Sebastián de Castañeda gegründet worden und liegt heute an der Plazoleta Espinar im historischen Stadtkern. La Merced wurde im Jahr 1650 durch ein Erdbeben erheblich beschädigt, so dass die Wiederherrichtung 15 bis 20 Jahre gedauert hat.

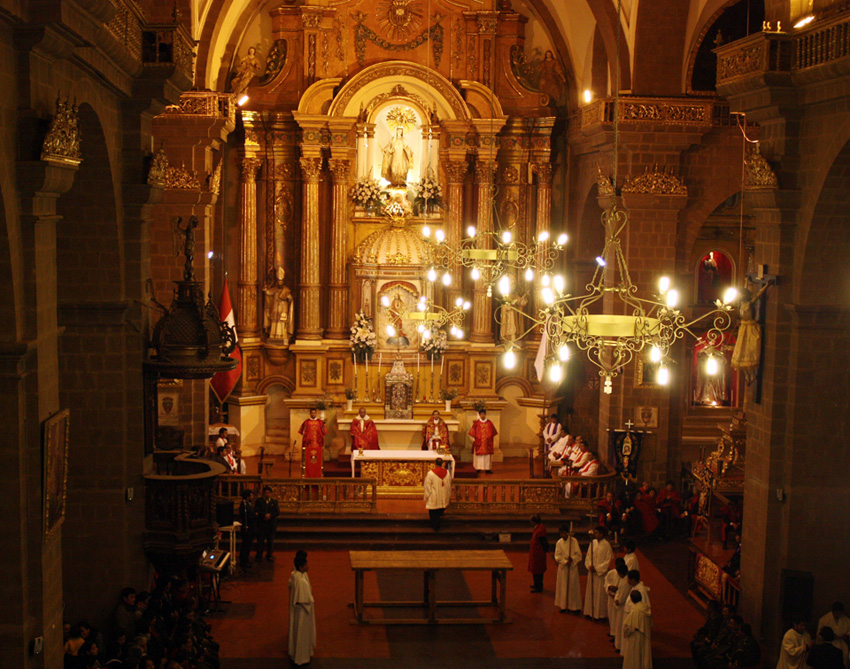
Hauptaltar der Klosterkirche

Die Klosteranlage bestand früher aus vier Komplexen, von denen einer in das Colegio La Merced umgewandelt worden ist. Die Klosterkirche hat den Grundriss eines griechischen Kreuzes. Sie besteht aus einem erhöhten und einem tiefer gelegenen Teil. Sie trägt seit 1928 den Titel einer Basilica minor. Der Glockenturm wurde in barocker Bauweise errichtet.
Zur mercedarischen Gemeinschaft von Cusco gehört auch die etwa 50 km entfernt gelegene Pilgerstätte Señor de Huanca in Calca. 

## Innenräume

### Kunstwerke
Teile des Klosters sind heute als Museum zugänglich. Im Hauptkreuzgang befinden sich viele Kunstwerke von Ignacio Chacón, die das Leben des Pedro Nolasco, des Gründers des Ordens, darstellen.

### Grabstätten
Die Conquistadoren Diego de Almagro und Gonzalo Pizarro, die beide in Cusco hingerichtet wurden, sind in der Kirche bestattet. Nach einem Gerücht sind auch die sterblichen Reste des Inkas Túpac Amaru hier beigesetzt, der 1572 ebenfalls in Cusco geköpft wurde.

### Custodia de la Merced
Die Monstranz „Custodia de la Merced“ ist aus 24-karätigem Gold gefertigt und mit mehr als 1200 verschiedenen Edelsteinen versehen.